# 整夜难眠
《整夜难眠》（英語：Up All Night，又译：不眠之夜）是一部由Emily Spivey创造的美国情景喜剧，本片于2011年9月14日起在全国广播公司播出。